# Геулла

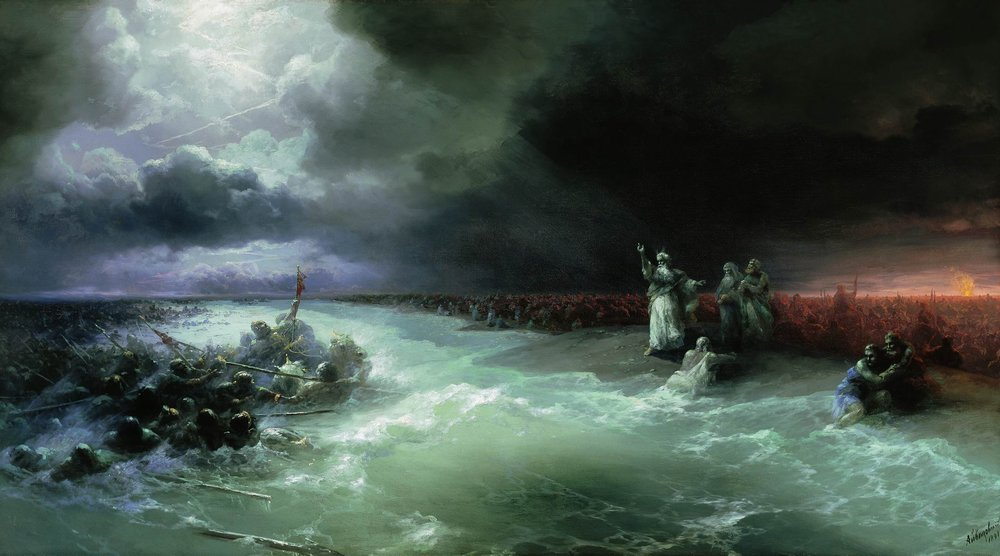
Исход из Египта — пример избавления, дарованного Богом («Переход евреев через Красное море», И. К. Айвазовский)

Геулла, геула (ивр. גְּאֻלָּה ,גְאוּלָה‎; «освобождение», «избавление», «искупление») — в иудаизме избавление от чужой власти, невзгод, смерти, греха, а также духовное спасение.
Под избавлением (на иврите «геулла») традиционно понимался выкуп раба-еврея у хозяина-нееврея или выкуп родового участка земли, временно находящегося во владении чужого человека, то есть выкуп как избавление от чужого владения, чужой власти. Кроме того, под этим словом понимается избавление от невзгод и смерти, от власти греха, спасение, мессианское освобождение еврейского народа и всего человечества, антитеза галута (изгнания, рассеяния). Избавителем в этом случае выступает Бог.
Согласно одному из подходов Аггады, ставшему общепринятым, избавление народа Израиля принесёт избавление всему миру (Песнь Р. 2:2, 3; ср. Тосеф., Бр. 7:2).
Доктрина избавления, созданная в учениях иудейских групп Иудейской пустыни, оказала влияние на формирование христианского учения.

## История представлений
Спасение человека не является обязательным и необходимым для божества традиционных верований, однако этот аспект важен для молящегося, в рамках культовой практики именования бога: из всех возможностей божества ритуал стремится назвать по имени, магически заклясть и побудить к действию как раз те, которые могут дать молящемуся спасение. Ряд древнегреческих божеств, Зевс, Афина, Деметра, Дионис, Асклепий, Диоскуры и др., носили эпитет «Спаситель». В развитой греко-римской религии спасение имело высокий нравственный смысл (спасение отечества, «спасение римского народа» и др.). Однако спасение в традиционных религиях остаётся конкретно-ситуативным, частным и не окончательным: вечный ритм добра и зла космоса делает любое безусловное спасение сомнительным.
Ветхозаветный иудаизм в сравнении с другими ближневосточными религиями сделал шаг к абсолютизации представлений о спасении: уже не частная катастрофа в чьей-то жизни, а вся жизнь человека и народа была представлена как катастрофа, прекратить которую под силам только Богу, Спасителю. Иудейское учение о спасении абсолютизирует бедствия, от которых Яхве спасает человека или свой народ. Человек не просто обращается к Богу, он «взывает», «вопиет» к нему «из глубины» (Пс. 129:1), что является преобладающей интонацией книги Псалмов и книг Пророков. Космос Ветхого Завета, в отличие от античного космоса, непостижим и иррегулярен: земля «колеблется», воды «шумят, вздымаются» (Пс. 45:3, 4), горы «как воск тают» (Пс. 96:5) и «прыгали, как овны» (Пс. 113:4), исполинские чудища поражают своей несоизмеримостью с человеческой мерой; человек растерян в социальном отчуждении (Пс. 12:2). Но все это является только фоном оптимистического ветхозаветного учения о спасении: обращённый к Богу призыв услышан им, и бедствие, которое казалось бы не оставляет никакой надежды, разрешается непостижимым и окончательным спасением (Пс. 21, книга Есфири и др.). Спасение в Ветхом Завете вещественно и составляет освобождение от рабства, возвращение из плена, здоровье и многодетность, изобилие, удачу. Однако наряду с этим раскрываются и этические аспекты спасения, такие как мир и справедливость (в книге пророка Исайи начиная с 40-й гл. и др.). Спасение представлено как целостное, объемлющее все человеческое бытие. К талмудической эпохе формируется вера в благую загробную жизнь, воскресение и будущий мир, где спасение завершится. Это телесное и духовное спасение является свободным даром Бога, спасение составляет сущность Бога (Пс. 27:1, 2).

## Заповедь выкупа
В Библии слова со значением «избавление», «избавитель» и т. п. являются производными от корней פדה и גאל. Исходное значение этих корней связано с правовыми действиями в отношении насильственно обращенного в другую религию, проданного в рабство или взятого в плен. В Древнем Израиле обедневший еврей, который не мог прокормить себя и свою семью, мог наняться (продать себя) в рабы. Такой раб отрабатывал шесть лет, а на седьмой год выходил на волю. Если не нашлось покупателей-евреев, он мог продать себя нееврею. В этом случае, согласно заповедям, родственники должны были выкупить его, то есть избавить от рабства. Эта обязанность была тем выше, чем выше степень родства. Суд принуждал родственников раба выкупить его даже против их воли. Если у родственников не хватало средств, заповедь предписывала каждому еврею передать деньги на выкуп. Заповедь выкупа распространялась и на израильские земельные угодья, которые нельзя было продать навечно. Один раз в пятьдесят лет, в Юбилейный год земля возвращалась хозяину или его наследнику. Землю, приобретенную по наследству, еврей не мог продать даже на пятьдесят лет. Сделать это разрешалось только в случае крайней нужды. Но и в данном случае заповедовалось выкупить землю как можно скорее, как только позволят доходы.

## Национальное избавление и спасение
В иудаизме духовное спасение и национальное физическое избавление еврейского народа от гнёта рассматриваются как единое целое.
Избавлением (геуллой) в Библии названо, помимо выкупа земли, рабов и пленных, также и освобождение людей от бедствий, гнëта, смерти и т. п. (например, Быт. 48:16; Втор. 9:26; 15:15; 2Сам. 4:9; 1Цар. 1:29; Ис. 1:27; Иов. 19:25, и другие). Избавителем может быть и царь (Пс. 72), но чаяния национального избавления в большей степени обращены к Богу как к подлинному избавителю, который может даровать духовное спасение. В некоторых местах Библии указано, что избавление обусловлено раскаянием, но чаще всего говорится о том, что инициатором избавления будет сам Бог, который дарует его в силу Своего безграничного милосердия и справедливости (например, Ис. 54:8; 59:15—20). Наступит конец страданиям, народ Израиля возвратится в свою страну и будет жить там в безопасности под защитой вечного Завета и Божественного присутствия (Иер. 32:37—44; ср. Иез. 11:17—20).
В Талмуде значение «избавление» закрепляется лишь за словами, производными от корня גאל, и под термином «геулла» понимается почти исключительно избавление народа Израиля, то есть национальное освобождение. Особенно ярко идея избавления как освобождения от иноземного господства проявилась в эпоху римского владычества. Согласно Талмуду, нет недостатков, которые человек не мог бы искоренить собственными силами, руководствуясь учением Торы, поэтому избавление зависит от раскаяния и благих поступков (Иома 86б; ББ. 10б). В связи с этим талмудические авторитеты возражали против попыток вычислить точную дату избавления на основании мистических или космологических построений (Санх. 97б). Согласно Талмуду, роль Мессии в грядущем избавлении велика, но она сводится к тому, что Мессия является лишь орудием в руках Бога. В Аггаде избавление рассматривается с различных позиций. Согласно одному взгляду, во время прихода Мессии даже прозелиты будут отвергнуты (Иев. 24б); согласно другому, ставшему общепринятым, избавление Израиля принесёт избавление всему миру (Песнь Р. 2:2, 3; ср. Тосеф., Бр. 7:2).
Согласно средневековой еврейской философии, человеку дано достичь избавления милостью Божьей, если он добродетелен и сознательно стремится спастись. В данный период прослеживается два различных подхода к вопросам избавления. Первый представлял собой развитие талмудической традиции и был представлен такими мыслителями, как Саадия Гаон, Иехуда ха-Леви, Хасдай Крескас, Иосеф Альбо. Второй развился в рамках средневекового неоплатонизма и философии Аристотеля, его представители: Маймонид, Шломо ибн Габироль, Авраам ибн Эзра, Герсонид. Галахический авторитет Саадия Гаон, учил, что Бог, создавая человека ограниченным конечностью своего бытия и разума, желал, чтобы человек достиг избавления от своей ограниченности. Он открыл человеку Свою волю через Моисея на горе Синай, чтобы человек исполнил Божественные заповеди и заслужил избавление. Избавление, по его мысли, включало две основные стадии, и обе они наступят чудесным образом: век Мессии и грядущий мир. В век Мессии еврейский народ вернётся в Эрец-Исраэль, и праведные евреи воскреснут. Затем наступит грядущий мир, олам ха-ба, когда мёртвые восстанут и будут судимы. Праведники будут вознаграждены в вечной жизни, грешники получат вечное наказание. По мнению Маймонида, крупнейшего представителя средневекового еврейского аристотелизма, всё, что Бог создал из материи, включая человека, имеет конечную природу. Избавление же состоит в преодолении человеком своей материальной природы. Этого возможно достичь путем актуализации потенциально пребывающего в человеке разума и преобразования его в приобретенный разум посредством изучения наук и метафизики. Приобретённый разум даёт человеку возможность господствовать над телесным началом, а в момент телесной смерти — обрести бессмертие, поскольку приобретённый разум независим от бренного тела. Христианское учение, что человечеству необходимо избавление вследствие первородного греха, чуждо для большинства средневековых еврейских мыслителей.

## Каббала
Каббала даёт мистическую интерпретацию раввинистическому учению об избавлении. Изгнание народа Израиля из его страны, согласно каббале, равнозначно глубоким изменениям во всей структуре мироздания. Эти изменения являются следствием нарушения единства сфирот Бога, то есть модусов Его проявления в сотворённом мире. Пока евреи находятся в галуте, существуют отдельные сферы добра и зла, святости и скверны и т. д. Когда наступит избавление, и народ Израиля вернется в свою землю, выявится духовная сущность всех миров, что вызовет глубокие изменения в состоянии мироздания. Считается, что нарушение изначального единства было неизбежным, и сущность процесса творения, включая историю и миссию народа Израиля, заключается в постепенном восстановлении первоначальной гармонии и совершенства. 

## Хасидизм
В хасидизме реакция против каббалистической интерпретации выразилась в разграничении мессианского избавления народа Израиля, полностью зависящего от воли Бога, и мистического избавления души, в котором индивидуум принимает деятельное участие.

## Новое время
Еврейские мыслители Нового времени выражают различные точки зрения на избавление. Геулла рассматривается как окончательная победа добра над злом, как достижение личного совершенства или идеального общественного устройства, а также как воссоздание суверенного еврейского государства и воссоединение рассеянного еврейского народа (см.: Сионизм).